# روجر بيرنس
روجر بيرنس (بالألمانية: Roger Behrens) (و. 1967 – م) هو صحفي الرأي، وموسيقي، من ألمانيا.